# Parafia Kazańskiej Ikony Matki Bożej w Grudziądzu
Parafia Kazańskiej Ikony Matki Bożej – parafia prawosławna w Grudziądzu, w dekanacie kujawsko-pomorskim diecezji łódzko-poznańskiej.
Na terenie parafii funkcjonuje 1 cerkiew:
- cerkiew Kazańskiej Ikony Matki Bożej w Grudziądzu – parafialna

Parafia została erygowana 30 października 2021 r. dekretem biskupa łódzkiego i poznańskiego Atanazego. Wcześniej w mieście działała placówka filialna parafii w Toruniu.
Cerkiew oraz pomieszczenia parafialne znajdują się przy ulicy Armii Krajowej 20, na parterze kamienicy.
Proboszczem parafii jest ks. Aleksy Lisenkow.